# Устинов, Владимир Иванович
Влади́мир Ива́нович Усти́нов (2 (15 июня) 1907, Москва — 8 октября 1971, Москва) — советский государственный и партийный деятель, дипломат.

## Биография
Член ВКП(б) с 1928 года. Окончил Московскую промышленную академию имени И. В. Сталина (1940). Генерал-майор (1954).
- В 1929—1931 годах — служба в РККА.
- В 1931—1936 годах работал на Заводе автотранспортного электрооборудования (Москва) и мастером на Электрозаводе имени В. В. Куйбышева (Москва).
- В 1936—1940 годах — студент Московской промышленной академии.
- В 1941—1945 годах — помощник главного инженера, технический руководитель, заместитель начальника цеха, директора, начальник производства Завода автотранспортного электрооборудования № 1 (Москва).
- В 1945—1946 годах — секретарь комитета ВКП(б) Завода автотранспортного электрооборудования № 1.
- В 1946 году — секретарь по кадрам, второй секретарь Сталинского районного комитета ВКП(б) (Москва).
- В 1946—1950 годах — заместитель заведующего Отделом партийных, профсоюзных и комсомольских органов Московского горкома ВКП(б).
- В 1950 году — первый секретарь Краснопресненского райкома ВКП(б) (Москва).
- В 1950—1953 годах — первый секретарь Пролетарского райкома ВКП(б) (Москва).
- В 1953—1954 годах — начальник 9-го управления МВД СССР, сменил в этой должности К. Ф. Лунёва.
- В 1954—1957 годах — начальник 9-го управления КГБ СССР.
- С 26 декабря 1957 по 6 июля 1960 года — первый секретарь Московского горкома КПСС.
- С 6 июля 1960 по 12 января 1963 года — чрезвычайный и полномочный посол СССР в Венгрии.
- С 1963 года до конца жизни заведующий отделом секретариата СЭВ.

Похоронен на Новодевичьем кладбище.

## Дипломатический ранг
Чрезвычайный и полномочный посол (1960)

## Награды
- Орден Трудового Красного Знамени (дважды).
- Орден Красной Звезды (дважды).